# Aldege "Baz" Bastien Memorial Award
Il Aldege "Baz" Bastien Memorial Award è un premio annuale della American Hockey League che viene assegnato al miglior portiere selezionato dai giocatori e dai giornalisti. Il trofeo è intitolato a Baz Bastien, ex general manager dei Pittsburgh Penguins.

## Vincitori
| Stagione  | Giocatore            | Squadra                |
| --------- | -------------------- | ---------------------- |
| 1983-84   | Brian Ford           | Fredericton Express    |
| 1984-85   | Jon Casey            | Baltimore Skipjacks    |
| 1985-86   | Sam St. Laurent      | Maine Mariners         |
| 1986-87   | Mark Laforest        | Adirondack R. Wings    |
| 1987-88   | Wendell Young        | Hershey Bears          |
| 1988-89   | Randy Exelby         | Sherbrooke Canadiens   |
| 1989-90   | Jean-Claude Bergeron | Sherbrooke Canadiens   |
| 1990-91   | Mark Laforest        | Binghamton Rangers     |
| 1991-92   | Félix Potvin         | St. John's Maple Leafs |
| 1992-93   | Corey Hirsch         | Binghamton Rangers     |
| 1993-94   | Frédéric Chabot      | Hershey Bears          |
| 1994-95   | Jim Carey            | Portland Pirates       |
| 1995-96   | Manny Legace         | Springfield Falcons    |
| 1996-97   | Jean-François Labbé  | Hershey Bears          |
| 1997-98   | Scott Langkow        | Springfield Falcons    |
| 1998-99   | Martin Biron         | Rochester Americans    |
| 1999-2000 | Martin Brochu        | Portland Pirates       |
| 2000-01   | Dwayne Roloson       | Worcester IceCats      |
| 2001-02   | Martin Prusek        | G. Rapids Griffins     |
| 2002-03   | Marc Lamothe         | G. Rapids Griffins     |
| 2003-04   | Jason LaBarbera      | Hartford Wolf Pack     |
| 2004-05   | Ryan Miller          | Rochester Americans    |
| 2005-06   | Dany Sabourin        | WBS Penguins           |
| 2006-07   | Jason LaBarbera      | Manchester Monarchs    |
| 2007-08   | Michael Leighton     | Albany River Rats      |
| 2008-09   | Cory Schneider       | Manitoba Moose         |
| 2009-10   | Jonathan Bernier     | Manchester Monarchs    |
| 2010-11   | Brad Thiessen        | WBS Penguins           |
| 2011-12   | Yann Danis           | Oklahoma C. Barons     |
| 2012-13   | Niklas Svedberg      | Providence Bruins      |
| 2013-14   | Jake Allen           | Chicago Wolves         |
| 2014-15   | Matt Murray          | WBS Penguins           |
| 2015-16   | Peter Budaj          | Ontario Reign          |
| 2016–17   | Troy Grosenick       | San Jose Barracuda     |
| 2017–18   | Garret Sparks        | Toronto Marlies        |
| 2018–19   | Alex Nedeljkovic     | Charlotte Checkers     |
| 2019–20   | Kaapo Kähkönen       | Iowa Wild              |